# Студзянка (Люблинское воеводство)
Студзянка (пол. Studzianka) — деревня в Бяльском повете Люблинского воеводства Польши. Входит в состав гмины Ломазы. По данным переписи 2011 года, в деревне проживало 427 человек.

## География
Деревня расположена на востоке Польши, на правом берегу реки Зелявы, на расстоянии приблизительно 13 километров к юго-востоку от города Бяла-Подляска, административного центра повета. Абсолютная высота — 139 метров над уровнем моря. К западу от населённого пункта проходит региональная автодорога 812.

## История
В конце XVIII века деревня входила в состав Брестского повета Великого княжества Литовского.
По данным на 1827 год имелось 42 двора и проживало 282 человека (в основном — русины и татары). Согласно «Справочной книжке Седлецкой губернии на 1875 год» деревня входила в состав гмины Любенка Бельского уезда Седлецкой губернии. В 1912 году Бельский уезд был передан в состав новообразованной Холмской губернии.
В 1975—1998 годах деревня входила в состав Бяльскоподляского воеводства.

## Население
Демографическая структура по состоянию на 31 марта 2011 года:
|         | Всего | До трудоспособного возраста | Трудоспособного возраста | Старше трудоспособного возраста |
| ------- | ----- | --------------------------- | ------------------------ | ------------------------------- |
| Мужчины | 218   | 50                          | 138                      | 30                              |
| Женщины | 209   | 45                          | 110                      | 54                              |
| Всего   | 427   | 95                          | 248                      | 84                              |